# Hugh Bonneville
Hugh Richard Bonneville Williams (Londres, 10 de noviembre de 1963), conocido como Hugh Bonneville, es un actor británico de cine, teatro, televisión y radio.

## Primeros años y educación
Bonneville nació en Londres y estudió en la Escuela Sherborne, una escuela independiente de Sherborne, Dorset. Más tarde ingresó en el Corpus Christi College, de Cambridge, donde estudió teología, y en la Academia de Arte Dramático Webber Douglas en Londres. Bonneville también es exalumno del National Youth Theatre.

## Carrera
La primera actuación profesional de Bonneville en teatro fue en el Regent's Park Open Air Theatre. En 1987 se unió a la compañía National Theatre y trabajó en varias obras; en 1991 pasó a la compañía Royal Shakespeare, donde interpretó a Laertes en la versión de Hamlet de Kenneth Branagh (1992–1993). Personificó a Valentine en Los dos hidalgos de Verona, a Bergetto en Tis Pity She's a Whore, y a Kastril y Surly en El alquimista.
En 1991 también debutó en la televisión, con el nombre Richard Bonneville. Sus primeros papeles fueron de personajes bondadosos, como Bernie en Notting Hill (1999) y Mr. Rushworth en Mansfield Park (1999). En la serie de televisión de la BBC Take a Girl Like You, de 2000 y en Armadillo, de 2001, interpretó a personajes más villanos, como Henleigh Grandcourt en Daniel Deronda (2002) y el asesino psicópata James Lampton en The Commander (2003). En Love Again, personificó al poeta Philip Larkin. En 2004, interpretó a Sir Christopher Wren en el documental Wren – The Man Who Built Britain. En Iris, una película de 2001, personificó al joven John Bayley y compartió cartel con Kate Winslet; su actuación fue alabada por los críticos y le valió una nominación a los Premios BAFTA al Mejor actor de reparto. A principios de 2010, obtuvo un papel en la comedia Burke and Hare. En 2011 trabajó en el popular drama de ITV Downton Abbey, como Robert, conde de Grantham. También aparecerá en Hippie Hippie Shake, junto con Cillian Murphy y Sienna Miller.

### Patrocinios
En 2009, Bonneville realizó la voz de Justice Fosse en el estreno de Kitty and Damnation, de Joseph Crilly, en el Reino Unido, en el Lion & Unicorn Theatre, Kentish Town. Poco después se convirtió en el primer presidente honorífico de Giant Olive.
Bonneville apadrina Scene & Heard, una organización de caridad para niños de Londres, y Medical Emergency Relief International.

## Filmografía
| Año  | Película                                                        | Papel                             | Notas |
| ---- | --------------------------------------------------------------- | --------------------------------- | --- |
| 1990 | Chancer                                                         | Jas                               | Serie de televisión (2 episodios) |
| 1991 | Dodgem                                                          | Rick Bayne                        | Serie de televisión (5 episodios) |
| 1993 | Paul Merton: The Series                                         | Capitán                           | Serie de televisión (1 episodio: "Episodio #2.6") |
| 1993 | Stalag Luft                                                     | Barton                            | Película para televisión |
| 1994 | The Memoirs of Sherlock Holmes                                  | Victor Savage                     | Serie de televisión (1 episodio: "The Dying Detective") |
| 1994 | Peak Practice                                                   | Dominic Kent                      | Serie de televisión (1 episodio: "Perfect Love") |
| 1994 | Cadfael                                                         | Daniel Aurifaber                  | Serie de televisión (1 episodio: "The Sanctuary Sparrow") |
| 1994 | Frankenstein                                                    | Schiller                          | |
| 1994 | Between the Lines                                               | Henry Oakes                       | Serie de televisión (1 episodio: "Close Protection") |
| 1995 | The Imaginatively Titled Punt and Dennis Show                   |                                   | Serie de televisión (1 episodio: "Episodio #2.5") |
| 1995 | The Vet                                                         | Alan Sinclair                     | Serie de televisión (6 episodios) |
| 1995 | Eastenders                                                      | Director                          | Serie de televisión (1 episodio: "14 December 1995") |
| 1996 | Married for Life                                                | Steve Hollingsworth               | Serie de televisión (7 episodios) |
| 1996 | Bugs                                                            | Nathan Pym                        | Serie de televisión (1 episodio: "Bugged Wheat") |
| 1997 | Breakout                                                        | Peter Schneider                   | Película para televisión |
| 1997 | See You Friday                                                  | Daniel                            | Serie de televisión (1 episodio: "Episodio #1.1") |
| 1997 | The Man Who Made Husbands Jealous                               | Ferdinand Fitzgerald              | Miniserie de televisión (1 episodio: "Episodio #1.1") |
| 1997 | Get Well Soon                                                   | Norman Tucker                     | Serie de televisión (4 episodios) |
| 1997 | El mañana nunca muere                                           | Oficial Aéreo – HMS Bedford       | |
| 1998 | Heat of the Sun                                                 | Reverendo Edward Herbert          | Serie de televisión (1 episodio: "Hide in Plain Sight") |
| 1998 | Mosley                                                          | Bob Boothby                       | Serie de televisión (4 episodios) |
| 1998 | The Scold's Bridle                                              | Tim Duggan                        | Película para televisión |
| 1998 | Holding the Baby                                                | Gordon Muir                       | Serie de televisión (Series 2) |
| 1999 | Murder Most Horrid                                              | Inspector Dawson                  | Serie de televisión (1 episodio: "Confessions of a Murderer") |
| 1999 | Notting Hill (en Hispanoamérica, Un lugar llamado Notting Hill) | Bernie                            | |
| 1999 | Mansfield Park                                                  | Mr. Rushworth                     | |
| 2000 | Thursday the 12th                                               | Brin Hopper                       | Película para televisión |
| 2000 | Madame Bovary                                                   | Charles Bovary                    | Película para televisión |
| 2000 | Take a Girl Like You                                            | Julian Ormerod                    | Serie de televisión |
| 2001 | Hans Christian Andersen: My Life as a Fairy Tale                | Editor                            | Película para televisión |
| 2001 | Blow Dry                                                        | Louis                             | |
| 2001 | High Heels and Low Lifes                                        | Farmer                            | |
| 2001 | The Cazalets                                                    | Hugh Cazalet                      | Serie de televisión (6 episodios) |
| 2001 | The Emperor's New Clothes                                       | Bertrand                          | |
| 2001 | Armadillo                                                       | Torquil Helvoir Jayne             | Serie de televisión |
| 2001 | Iris                                                            | John Bayley                       | Premio al Mejor artista revelación del Festival de Cine Internacional de Berlín Nominado-BAFTA al Mejor actor de reparto Nominado—Premio del Cine Europeo al Mejor actor |
| 2002 | Impact                                                          | Phil Epson                        | Película para televisión |
| 2002 | The Gathering Storm                                             | Ivo Pettifer                      | Película para televisión |
| 2002 | Right Under My Eyes                                             | James                             | Película para televisión |
| 2002 | The Biographer                                                  | Eric                              | Película para televisión |
| 2002 | Midsomer Murders                                                | Hugh Barton                       | Serie de televisión (1 episodio: "Ring Out Your Dead") |
| 2002 | Tipping the Velvet                                              | Ralph Banner                      | Serie de televisión |
| 2002 | Doctor Zhivago                                                  | Andrey Zhivago                    | Película para televisión |
| 2002 | Daniel Deronda                                                  | Henleigh Grandcourt               | Película para televisión |
| 2003 | The Commander                                                   | James Lampton                     | Película para televisión |
| 2003 | Conspiracy of Silence                                           | Fr. Jack Dowling                  | |
| 2003 | Love Again                                                      | Philip Larkin                     | Película para televisión |
| 2003 | Hear the Silence                                                | Dr. Andrew Wakefield              | Película para televisión |
| 2004 | Piccadilly Jim                                                  | Lord Wisbeach                     | |
| 2004 | Wren: The Man Who Built Britain                                 | Christopher Wren                  | Documental para televisión |
| 2004 | Stage Beauty                                                    | Samuel Pepys                      | |
| 2005 | The Commander: Virus                                            | James Lampton                     | no aparece en los créditos |
| 2005 | The Commander: Blackout                                         | James Lampton                     | no aparece en los créditos |
| 2005 | The Rotter's Club                                               | Voz de Ben adulto                 | Serie de televisión |
| 2005 | Man to Man                                                      | Fraser McBride                    | |
| 2005 | Asylum                                                          | Max Raphael                       | |
| 2005 | The Robinsons                                                   | George Robinson                   | Serie de televisión (6 episodios) |
| 2005 | Underclassman                                                   | Headmaster Felix Powers           | |
| 2006 | Beau Brummell: This Charming Man                                | Jorge IV del Reino Unido          | Película para televisión |
| 2006 | Courting Alex                                                   | Julian/Charles Carter             | Serie de televisión (10 episodios) |
| 2006 | Scenes of a Sexual Nature                                       | Gerry                             | |
| 2006 | Tsunami: The Aftermath                                          | Tony Whittaker                    | Película para televisión |
| 2007 | Four Last Songs                                                 | Sebastian Burrows                 | |
| 2007 | The Diary of a Nobody                                           | Pooter                            | Película para televisión |
| 2007 | The Vicar of Dibley                                             | Jeremy Ogilvy                     | Serie de televisión (1 episodio: "The Vicar in White") |
| 2007 | Five Days                                                       | DSI Iain Barclay                  | Serie de televisión (4 episodios) |
| 2007 | Miss Austen Regrets                                             | Reverendo Brook Bridges           | Película para televisión |
| 2007 | Hola to the World                                               | Pintor                            | Cortometraje |
| 2007 | The Replacements                                                | Voz                               | Serie de televisión (1 episodio: "London Calling") |
| 2007 | Freezing                                                        | Matt                              | Serie de televisión (3 episodios: 2007–2008) |
| 2008 | Filth: The Mary Whitehouse Story                                | Sir Hugh Carleton Greene          | Película para televisión |
| 2008 | Bonekickers                                                     | Gregory Parton                    | Serie de televisión (6 episodios) |
| 2008 | Lost in Austen                                                  | Mr. Bennett                       | Miniserie para TV (4 episodios) |
| 2008 | One of Those Days                                               | Mr. Burrell                       | Cortometraje |
| 2008 | French Film                                                     | Jed                               | Premios Jury – Mejor actor |
| 2008 | Country House Rescue (Series 1)                                 | Narrador                          | Serie de televisión (6 episodios: 2008–2009) |
| 2009 | Knife Edge                                                      | Charles Pollock                   | |
| 2009 | Hunter                                                          | DSI Iain Barclay                  | Miniserie para televisión (2 episodios) |
| 2009 | Glorious 39                                                     | Gilbert                           | |
| 2009 | From Time to Time                                               | Capitán Oldknow                   | |
| 2009 | Ruth Watson's Hotel Rescue                                      | Narrador                          | Serie de televisión (6 episodios) |
| 2009 | Country House Rescue Revisited                                  | Narrador                          | Serie de televisión (3 episodios: 2009) |
| 2010 | Legally Mad                                                     | Gordon Hamm                       | Película para televisión |
| 2010 | Critical Eye                                                    | Brian                             | |
| 2010 | Ben Hur                                                         | Poncio Pilatos                    | Miniserie para televisión (2 episodios) |
| 2010 | Shanghai                                                        | Ben Sanger                        | |
| 2010 | Third Star                                                      | Raquero                           | |
| 2010 | Agatha Christie's Poirot                                        | Edward Masterman                  | Serie de televisión (1 episodio: "Murder on the Orient Express") |
| 2010 | The Silence                                                     | Chris                             | Serie de televisión (4 episodios) |
| 2010 | Rev.                                                            | Roland Wise                       | Serie de televisión (1 episodio: "Episodio #1.4") |
| 2010 | Burke and Hare                                                  | Lord Harrington                   | |
| 2010 | Downton Abbey                                                   | Robert Crawley, Earl of Grantham  | Serie de televisión (7 episodios: 2010) |
| 2010 | Hippie Hippie Shake                                             | John Mortimer                     | |
| 2010 | Country House Rescue (Series 2)                                 | Narrador                          | Serie de televisión (8 episodios: 2010) |
| 2011 | Marple: The Mirror Crack'd from Side to Side                    | Inspector Hewitt                  | Película para televisión |
| 2011 | Twenty Twelve                                                   | Ian Fletcher                      | Serie de televisión |
| 2011 | Doctor Who                                                      | Capitán Avery                     | Serie de televisión (2 episodios: "The Curse of the Black Spot" y "A Good Man Goes to War")                                                                              |
| 2011 | Country House Rescue (Series 3)                                 | Narrador                          | Serie de televisión (7 episodios: 2011) |
| 2011 | Third Star                                                      | Raquero                           | Película |
| 2011 | Downton Abbey                                                   | Robert Crawley, Conde of Grantham | Serie de televisión |
| 2011 | Rev.                                                            | Roland Wise                       | Serie de televisión (1 episodio: "Episodio #2.1") |
| 2014 | Paddington                                                      | Henry Brown                       | Película |
| 2017 | Paddington 2                                                    | Henry Brown                       | Película |
| 2019 | Downton Abbey                                                   | Robert Crawley, Conde de Grantham | Película |
| 2022 | Downton Abbey: A New Era                                        | Robert Crawley, Conde de Grantham | Película |
| 2022 | I Came By                                                       | Hector Blake                      | Película |
| 2022 | The Amazing Maurice                                             | The Mayor                         | Película |
| 2023 | Mummies                                                         | Lord Sylvester Carnaby            | Película |
|      | Bank of Dave                                                    | Sir Charles                       | |
|      | Ozi: Voice of the Forest                                        | Narrador                          | |
| 2025 | Paddington in Peru                                              | Henry Brown                       | Película |

## Lectura complementaria
- Trowbridge, Simon. The Company: A Biographical Dictionary of the Royal Shakespeare Company. Oxford: Editions Albert Creed, 2010. ISBN 978-0-9559830-2-3.